# Apple O’
Apple O' es el quinto LP de Deerhoof. Fue grabado en conjunto por los sellos independientes de Kill Rock Stars y 5 Rue Christine. Se lanzó al mercado el 18 de marzo de 2003.

## Lista de canciones
1. Dummy Discards a Heart
2. Heart Failure
3. Sealed With a Kiss
4. Flower
5. My Diamond Star Car
6. Apple Bomb
7. The Forbidden Fruits
8. L'Amour Stories
9. Dinner for Two
10. Panda Panda Panda
11. Hayley and Homer
12. Adam+Eve Connection
13. Blue Cash

## Músicos
- Satomi Matsuzaki - Voz Bajo
- John Dieterich - Guitarra
- Chris Cohen - Guitarra
- Greg Saunier - Batería Voz

- Datos: Q4781204